# Gorsachius goisagi
El martinete japonés (Gorsachius goisagi) es una especie de ave en la familia Ardeidae.

## Distribución y hábitat
Se la encuentra en la zona este de Asia. Se reproduce en Japón, y pasa el invierno en las Filipinas e Indonesia. En la primavera y el verano también se la encuentra en Corea y el extremo este de Rusia.
Prefiere los bosques densos y húmedos, tanto en las zonas donde se reproduce como en aquellas donde pasa el invierno. Fue un ave común hasta la década de 1970, la especie se encuentra amenazada por procesos de deforestación. Otras amenazas incluyen la introducción de la comadreja siberiana (Mustela sibirica) en la zona donde se reproduce. Se estima que su población es de menos de 1000 ejemplares adultos.